# 클루
클루는 1949년부터 제작하고 추리 소설을 주제로한 보드 게임이다. 클루는 원래 영국의 리즈에 있는 와딩턴이라는 회사에 처음으로 출시하였다. 클루는 현재 와딩턴과 파커 형제를 인수한 해즈브로라는 미국의 장난감 회사에서 출판한다.
참가자는 주인공 6명 중에 한 명을 골라서 게임판에 있는 각 대저택의 방을 이동하면서 블렉 박사(Dr. Black)를 살해했던 범인의 여러 단서를 찾는 일을 한다.
클루의 프렌차이즈는 여러 가지 게임, 소설, 그리고 영화로 출시되었다. 이 게임의 다른 버전들은 다양한 주인공, 무기, 놀이법이 있다. 클루의 원본판의 표어는 정통적인 탐정 놀이(Classic Detective Game)라고 표현하지만 다른 버전들은 다른 표어로 구분한다.

## 역사
잉글랜드의 사무 변호사인 안토니 E. 프렛은 그가 만든 추리 보드 게임인 살인!(Murder!)을 1944년에 제출하였다. 클루는 본래 세계 2차 대전 때 장기간 전략 폭격을 피하고 있었던 사람들 위해서 지하 벙커 안에 놀았던 보드 게임으로 고안되었다. 그 이후 프렛과 그의 아내는 곧바로 와딩턴 사의 경영진 노먼 왓슨(Norman Watson)이 이 게임을 샀다. 노먼 왓슨은 클루도(Cluedo)라는 이름으로 공식적으로 판매하였다. 보드 게임의 특허가 1947년에 승인하였지만 전쟁 이후의 물자부족으로 출시를 못 하였지만 미국의 회사 파커 형제에 판매권을 허락하고 클루(Clue)라는 이름과 내용을 소규모의 변경함으로 1949년에 공시적으로 동시적으로 출시하였다.
그렇지만 클루도는 1949년에 출시되었던 요소하고 맨처음에 구상했던 요소하고 서로 차이가 있다. 프렛가 본래 제안하였던 등장인물의 숫자는 10명이며 게임을 시작하기 앞서 희생자 1명을 등장인물 10명 중에 임의적으로 결정하는 계획이었다. 그 등장인물 10명은 사망한 브라운 씨(Mr. Brown), 골드 씨(Mr. Gold), 그레이 씨(Miss Grey) 실버 부인(Mrs. Silver)과 더불어 화이트 간호사(Nurse White)와 옐로우 대령(Colonel Yellow)이 등장하였다. 원래 최대 9명의 용의자가 있을 때에 남아 있는 주인공 8명으로 게임의 진행한다. 원래 수렵실(gun room)과 저장고(cellar)를 포함한 방 11개가 있었다. 이와 더불어 도끼, 폭탄, 주사기, 독극물, 곤봉, 그리고 부지깽이를 포함한 총 무가 9개가 있었다. 그 일부의 무기는 나중에 클루에서 파생된 보드게임에서 등장한다.
게임을 진행하는 방법도 조금씩 달랐다. 대표적인 예로 남아있는 카드는 몇몇의 방에 놓여졌다. 현재는 각 인원에게 카드를 나눈다.

## 탐정 노트
탐정 노트는 각자 가진 카드를 넣어서 있는 것만 적는다. 또한, 게임을 할 때까지도 추리를 확인 하면서도 탐정 노트는 계속 적으면서 사용한다.

## 이동
말은 각자 정해진 위치가 있다. (스칼렛 양, 피콕 부인, 그린씨, 머스타드 대령, 플럼교수, 화이트 부인) 이 6가지 말은 각자 정해진 위치에 갖다 놓는다. 또한 주사위는 2개가 있으며, 2개를 던져서 나온 위치의 합으로 간다. 말을 움직이는 것에는 규칙이 있다.

- 다른 말을 뛰어 넘을 수 없다.
- 대각선 방향으로 갈 수 없다.
- 같은 곳을 왔다 갔다 할 수 없다.

## 추리와 방

주인공 6명 중에 한 명을 골라서 게임판에 있는 각 대저택의 방

방은 총 9가지 방이 있다. (침실, 욕실, 서재, 거실, 식당, 게임룸, 부엌, 마당, 차고) 그 중에서는 다른 곳으로 갈 수 있는 통로도 있다. (침실 <-> 거실, 부엌 <-> 차고) 추리는 자신이 있는 장소에서 용의자, 흉기(단검, 밧줄, 권총, 렌치, 촛대, 파이프)를 갖다 놓고 추리를 한다. 추리는 무조건 다른 장소를 지명할 수 없으며, 자신이 있는 장소를 지명해야 한다. (예: "그린씨(용의자)가 거실(장소)에서 촛대(흉기)로 살인을 했다고 생각합니다.")
 같은 장소에 2회 이상 머물러서 추리할 수 없으나, 나왔다 다시 들어가서 추리를 할 수는 있다.

## 추리 확인
추리를 하고 나면 나머지 사람은 카드를 확인한다. 추리한 사람의 왼쪽부터 돌아가면서 추리에 대한 카드를 확인한다. 추리할 때 말한 카드가 하나 이상 있다면, 그 사람은 카드를 보여준다. 2장 이상 있더라도 그것들을 다 보여줄 필요는 없다. 그중에서 한 장만 보여준다. 추리 확인에서 카드 확인이 되면 추리 확인을 끝낸다. 5명 중에서 몇 명이 확인하지 않더라도 끝낸다.

## 고발
자신이 추리를 하고 아무도 카드를 가지고 있지 않거나 봉투 속의 3장의 카드(용의자, 장소, 도구중 각각 하나)를 모두 알고 있을 경우 고발을 한다. 고발은 추리와 다르게 각자 단 한번만 가능하며, 또한 어느 장소에서든 지명 할 수 있다. 자신의 차례에 추리처럼 용의자와 장소, 그리고 흉기를 갔다 놓은 다음 어떤 장소를 지명하면서도 고발을 할 수 있다. (예: (용의자)가 (장소)에서 (흉기)로 살인을 했다고 고발합니다.) 그 다음 자신만 알 수 있도록 봉투를 열어서 3장의 카드를 확인하며 모두 일치한다면 그 사람은 승리하며, 모든 사람에게 승리함을 확인한다. 그러나 1장이라도 일치하지 않을 경우 아무도 모르게 다시 카드를 봉투안에 넣는다. 또한 그 사람을 게임에서 제외된다. 그러나 다른 사람이 승리할때까지 고발에 실패한 사람이라도 추리확인은 계속한다.

## 특수 방법
추리를 할 때 자신이 가지고 있는 카드로도 추리를 할 수 있다. 그러면 다른 사람들을 혼란을 시킬 수도 있고, 정보도 얻을 수 있다.

## 같이 보기
- 클루, 클루 보드게임의 배경으로 한 1985년 영화